# Pojan
Pojan là một xã trong quận Korçë thuộc hạt Korçë, Albania. Dân số năm 2005 là 13753 người.